# FABP6
FABP6‏ (Fatty acid binding protein 6) هوَ بروتين يُشَفر بواسطة جين FABP6 في الإنسان.